# Решетников, Василий Васильевич (актёр)
Василий Васильевич Решетников (31 мая 1950, Красноярск, РСФСР, СССР — 25 апреля 2024, Красноярск, Россия) — советский и российский актёр театра и кино. Заслуженный артист Российской Федерации (1996), Народный артист Российской Федерации (2002).

## Биография
Родился 31 мая 1950 года в Красноярске.
В 1977 году Решетников окончил Красноярское училище искусств. Его преподавателем был  Константин Алексеевич Вощиков. В этом же году начал свою театральную деятельность. За свою творческую жизнь сменил несколько театров. Сыграл в 2022 году эпизодическую роль Альберта Иннокентьевича в фильме Начать сначала.
Ушёл из жизни 25 апреля 2024 года в Красноярске. Прощание состоялось 27 апреля 2024 года в Мраморном фойе Театра имени Пушкина. Был похоронен на Аллее славы родного города.

## Звания и награды
- Заслуженный артист Российской Федерации (1996)[4].
- Народный артист Российской Федерации (2002)[5].